# Alkyd
Alkydy jsou polyestery modifikované přidáním mastných kyselin. Jsou odvozeny od polyolů a dikarboxylových kyselin nebo anhydridů karboxylových kyselin. Termín alkyd vznikl modifikací spojení alcid z částí slov „alcohol“ (alkohol) a „acid“ (kyselina). Přidání mastné kyseliny propůjčuje látce tendenci tvořit pružný povlak. Alkydy se používají v nátěrových hmotách a ve hmotách pro odlévání. Jsou dominantními pryskyřicemi či "pojivy" ve většině komerčních "olejových" nátěrových hmot. Každoročně se ve světě vyrobí cca 200 tisíc tun alkydových pryskyřic.

## Suroviny
Oleje
Mastné kyseliny
Alkoholy
Karboxylové kyseliny
Modifikující složky

## Výroba
Existují dva druhy alkydových pryskyřic, zasychající a nezasychající. Oba druhy se typicky vyrábějí z dikarboxylových kyselin nebo jejich anhydridů, například ftalanhydridu nebo maleinanhydridu, a z polyolů (vícesytných alkoholů), kupříkladu trimethylolpropanu, glycerolu nebo pentaerythritolu.
Pro zasychající pryskyřice se používají triglyceridy vícenenasycených mastných kyselin (často z rostlinných olejů, například lněného). Tyto zasychající alkydy na vzduchu tvrdnou. Rychlost zasychání a povaha nátěru závisí na množství a druhu použitého zasychajícího oleje (větší podíl vícenenasyceného oleje znamená rychlejší reakci se vzduchem) a na použití kovových solí, takzvaných sušidel. Tyto kovové komplexy katalyzují křížení na místech nenasycených vazeb.
Výroba alkydových pryskyřic se obecně člení na jednostupňovou a dvoustupňovou.
O jednostupňové výrobě hovoříme, je-li možné nasadit všechny suroviny do reaktoru najednou. V tomto případě se vychází z mastných kyselin nebo z ricinového oleje (případně i z jejich kombinací, ke kterým se přidají ostatní složky.
Při dvoustupňovém procesu se nejprve provádí štěpení oleje (triglyceridu)a to buď alkoholýzou (směsí polyolů), nebo acidolýzou (kyselinou isoftalovou). Výsledný produkt pak v dalším stupni reaguje s ostatními složkami. Specifickou výhodu může přinést použití monofunkční karboxylové kyseliny (např. kysliny benzoové) během alkoholýzy. Tímto způsobem lze u alkydů do olejové délky 50 až 55 % provádět reesterifikační alkoholýzu.
Pokud srovnáme oba postupy, pak nám z hlediska formulačního, výrobního (výrobní čas) i vlastností výsledného produktu vychází lépe jednostupňový postup. Zásadní jeho nevýhodou je vyšší cena mastných kyselin ve srovnání s odpovídajícími oleji a dále nutnost skladování mastných kyselin v nádržích z nerezové oceli pod inertním plynem. Nepříjemný je i v řadě případů relativně vysoký bod tuhnutí mastných kyselin, což přináší nutnost temperace jak skladovací nádrže, tak i výdejové trasy z nádrže do reaktoru. Tento ohřev je dále komplikován skutečností, že mastné kyseliny jsou citlivé na přehřátí, při němž dochází k jejich tmavnutí, což má negativní vliv na kvalitu vyráběné pryskyřice.
V obou případech je výsledným produktem polyesterová pryskyřice, na kterou se navěšují skupiny zasychajícího oleje. Po obou procesech se pryskyřice čistí, ředí rozpouštědlem a nakonec prodává výrobcům barev a laků.

## Odlévání kovů
Alkydová a olejovo-uretanová pojiva se používají při odlévání kovů pro přípravu pískových forem. Alkydová pryskyřice se smísí s polymerním isokyanátem a s kovovým sušidlem, které urychluje reakci. Na rozdíl od jiných studených technologií pro přípravu forem, při tomto procesu nevznikají toxické plyny, ovšem forma musí delší dobu tvrdnout na vzduchu.

## Druhy nátěrových hmot
Alkydové nátěrové hmoty se prodávají typicky ve třech třídách: dlouhé, střední a krátké. Toto označení představuje podíl zasychající olejové složky v pryskyřici. Dlouhé alkydy mají vysoké procento zasychajícího oleje a obecně se prodávají na spotřebitelském trhu jako nátěrové hmoty pro střední zátěž. Střední alkydy mají méně zasychajícího oleje a větší procento vysokomolekulárního polyesterového základu. Schnou pomaleji a využívají se pro vysoce lesklé emaily a laky. Poslední jsou krátké alkydy, kde je podíl zasychajícího oleje v poměru k základnímu polyesterovému polymeru velmi nízký. Bez zahřívání na vzduchu nezasychají. Používají se pro vypalovací laky a emaily na kovové výrobky.
Protože hlavní složky alkydových nátěrových hmot, tj. mastné kyseliny a triglyceridové oleje, jsou vyráběny z levných obnovitelných zdrojů, udržuje to cenu alkydových hmot nízko, navzdory rostoucí ceně ropy, která je hlavním zdrojem surovin většiny jiných nátěrových hmot, například vinylových, akrylových, epoxidových nebo polyuretanových. Typickým zdrojem zasychajících olejů pro alkydové nátěrové hmoty je slunečnicový, světlicový, ořechový, sojový nebo kukuřičný olej, rybí tuk nebo pryskyřičný olej vznikající jako vedlejší produkt při výrobě papíru a buničiny.